# هانا (مسلسل)
هانا (بالإنجليزية: Hanna)‏ هو مسلسل دراما أكشن أمريكي مبني على فيلم هانا إنتاج عام 2011، المسلسل من بطولة ايسمي كريد مايلز، ميرايل إينوس، جويل كينمان، نواه تايلور وديرموت مولروني، صدرت الحلقة الأولى من المسلسل في 3 فبراير 2019 على منصة أمازون برايم فيديو وتم تجديده لموسم ثاني وثالث صدر الأخير في 24 نوفمبر 2021.

## روابط خارجية
هانا (مسلسل) على موقع IMDb (الإنجليزية)
- هانا (مسلسل) على موقع ميتاكريتيك (الإنجليزية)
- هانا (مسلسل) على موقع روتن توميتوز (الإنجليزية)
- هانا (مسلسل) على موقع فيلمافينيتي (الإسبانية)
- هانا (مسلسل) على موقع كينوبويسك (الروسية)
- هانا (مسلسل) على موقع ألو سيني (الفرنسية)
- هانا (مسلسل) على موقع قاعدة بيانات الفيلم (الإنجليزية)